# (171) Ophelia
(171) Ophelia ist ein Asteroid des äußeren Hauptgürtels, der am 13. Januar 1877 vom französischen Astronomen Alphonse Louis Nicolas Borrelly am Observatoire de Marseille entdeckt wurde.
Der Asteroid wurde benannt nach Ophelia, der Tochter von Polonius in William Shakespeares Theaterstück Hamlet.
Aufgrund ihrer Bahneigenschaften wird (171) Ophelia zur Themis-Familie gezählt.

## Wissenschaftliche Auswertung
Aus Ergebnissen der IRAS Minor Planet Survey (IMPS) wurden 1992 erstmals Angaben zu Durchmesser und Albedo für zahlreiche Asteroiden abgeleitet, darunter auch (171) Ophelia, für die damals Werte von 116,7 km bzw. 0,06 erhalten wurden. Eine Auswertung von Beobachtungen durch das Projekt NEOWISE im nahen Infrarot führte 2011 zu vorläufigen Werten für den Durchmesser und die Albedo im sichtbaren Bereich von 104,1 km bzw. 0,08. Nachdem die Werte 2012 auf 130,8 km bzw. 0,05 korrigiert worden waren, wurden sie 2014 auf 105,0 km bzw. 0,08 geändert. Nach der Reaktivierung von NEOWISE im Jahr 2013 und Registrierung neuer Daten wurden die Werte 2016 angegeben mit 107,7 km bzw. 0,06, diese Angaben beinhalten aber hohe Unsicherheiten. Eine Auswertung der von WISE/NEOWISE gemessenen thermischen Lichtkurven des Asteroiden im mittleren Infrarot ermöglichten dann in einer Untersuchung von 2021 eine Abschätzung des effektiven Durchmessers zu 103,8 km und der Albedo zu 0,06.
Eine spektroskopische Untersuchung von 820 Asteroiden zwischen November 1996 und September 2001 am La-Silla-Observatorium in Chile ergab für (171) Ophelia eine taxonomische Klassifizierung als C- bzw. Cb-Typ.
In einem Artikel von 1979 wurde beschrieben, dass die Lichtkurven einiger Asteroiden, wie (49) Pales und (171) Ophelia, auffällig den Lichtkurven von bedeckungsveränderlichen Sternen ähneln. Es wurde postuliert, dass (171) Ophelia möglicherweise aus zwei Körpern mit einem Radienverhältnis von 3:1 besteht, die sich in 13 h in einem Abstand vom 3,5-fachen Radius des größeren Körpers umkreisen. Dies wurde theoretisch noch weiter ausgearbeitet zu einem Modell von zwei Körpern von etwa 80 bzw. 27 km Durchmesser, die sich in einem Abstand von etwa 100 km in 13,15 h umkreisen. Photometrische Beobachtungen des Asteroiden wurden erneut vom 9. März bis 5. April 2006 am Leura Observatory in Australien durchgeführt. Aus den gemessenen Lichtkurven konnte aber eine Rotationsperiode von 6,6666 h abgeleitet werden.
Um die bisherigen Vermutungen über (171) Ophelia zu verifizieren, wurden in einer Untersuchung von 2015 insgesamt 40 Lichtkurven, die während der vergangenen 34 Jahre gemessen worden waren, analysiert und daraus für die Rotationsperiode ein wahrscheinlichster Wert von 6,66543 h gewonnen. Anschließend wurden aus den photometrischen Daten ein Gestaltmodell und zwei mögliche Rotationsachsen mit prograder Rotation abgeleitet. Die konvexe Form von (171) Ophelia weist demnach eine längliche Gestalt auf, wobei ein Ende deutlich schlanker ist als das andere (ähnlich wie bei (41) Daphne und (44) Nysa), und lässt daher auf eine binäre Struktur schließen. Dennoch konnten keine direkten Beweise für die Bestätigung einer Binarität gefunden werden.
Die Auswertung von 37 vorliegenden Lichtkurven und weiteren Daten der Lowell Photometric Database führte in einer Untersuchung von 2016 erneut zur Erstellung eines dreidimensionalen Gestaltmodells mit zwei alternativen Rotationsachsen mit prograder Rotation und einer Periode von 6,66454 h.
Zwischen 2012 und 2018 wurden mit der All-Sky Automated Survey for Supernovae (ASAS-SN) auch photometrische Daten von 20.000 Asteroiden aufgezeichnet. Auf mehr als 5000 davon konnte erfolgreich die Methode der konvexen Inversion angewendet werden, darunter auch (171) Ophelia, für die in einer Untersuchung von 2021 ein verbessertes dreidimensionales Gestaltmodell für zwei alternative Rotationsachsen mit prograder Rotation und einer Periode von 6,66537 h berechnet wurde. Aus archivierten Daten des Asteroid Terrestrial-impact Last Alert System (ATLAS) aus dem Zeitraum 2015 bis 2018 konnte in einer Untersuchung von 2022 mit der Methode der konvexen Inversion eine Rotationsperiode von 6,6654 h berechnet werden.

## Asteroidenpaar
(171) Ophelia bildet mit dem Asteroiden (1581) Abanderada ein quasi-complanares Asteroidenpaar. Sie besitzen sehr ähnliche Bahnelemente und bewegen sich nahezu in der gleichen Bahnebene, allerdings sind ihre Apsidenlinien etwas gegeneinander verdreht. (171) Ophelia besitzt eine geringfügig kürzere Umlaufzeit um die Sonne als (1581) Abanderada, so dass sie diese etwa alle 420 Jahre überholt. Für einen Zeitraum von etwa 25 Jahren führen die beiden Asteroiden dann als Quasisatelliten eine Pendelbewegung umeinander aus, allerdings ohne gravitativ aneinander gebunden zu sein, bevor sie sich wieder voneinander entfernen. In den 1000 Jahren um die derzeitige Epoche herum kommen sich die beiden Körper aber nur einmal näher als 1 Mio. km, nämlich am 23. Januar 2025 bis auf etwa 830.000 km bei einer geringen Relativgeschwindigkeit von 1,4 km/s.